# Michail Török
Michail Török (n. ? - d. ?) a fost primar interimar al Bucureștiului în perioada 24 noiembrie 1883 - 30 ianuarie 1884.

## Legături externe
- Materiale media legate de Monitorul Primăriei București noiembrie 1883 la Wikimedia Commons
- Materiale media legate de Monitorul Primăriei București ianuarie 1884 la Wikimedia Commons
- Materiale media legate de Monitorul Primăriei București februarie 1884 la Wikimedia Commons